# Onze-Lieve-Vrouw-Boodschapskerk (Klein-Gelmen)
De Onze-Lieve-Vrouw-Boodschapskerk is een kerkgebouw in Klein-Gelmen in de Belgische gemeente Heers in de provincie Limburg. De kerk staat aan de Klein-Gelmenstraat en wordt omgeven door een ommuurd kerkhof.
Het gebouw is de parochiekerk van het dorp en is gewijd aan Onze-Lieve-Vrouw-Boodschap. De Onze-Lieve-Vrouw Boodschapkerk heeft een beeld van Sint-Rochus uit de 17e eeuw.

## Opbouw
Het neogotische gebouw is een zaalkerk en bestaat uit een ingebouwde westtoren, een eenbeukig schip met vier traveeën en een driezijdig gesloten koor met twee rechte traveeën. Tegen de beide zijden van de rechte koortraveeën zijn de sacristieën aan gebouwd.
Het gebouw is opgetrokken in baksteen en heeft traveeën gemarkeerd met steunberen van twee versnijdingen met hardstenen afdekking. Het gebouw heeft verder onder de dakrand een baksteenfries, tweeledige spitsboogvensters met een sluitsteen van hardsteen, en een doorlopende hardstenen lekdrempel. Het schip heeft een zadeldak van leien en het koor een lager gelegen zadeldak.
De toren heeft drie geledingen, met in de onderste geleding een spitsboogportaal in een geprofileerd hardstenen omlijsting, daarboven een neogotische nis met het beeld van Sint-Eligius, in de tweede geleding een tweeledig spitsboogvenster met erboven een oculus, en in de derde geleding in iedere gevel een tweeledig spitsboogvormig galmgat met erboven een oculus. De toren wordt bekroond door een ingesnoerde naaldspits gedekt met leien.
Van binnen heeft de kerk een interieur van baksteen. De westelijke travee van het schip is afgescheiden van de rest door een muur met spitsboogvormige muuropeningen. Het schip wordt overwelft door een tongewelf, waarvan de houten spanten worden gedragen door natuurstenen consoles.

## Interieur
Het kerkmeubilair is neogotisch. De kerk bezit een Sint-Rochusbeeld uit ongeveer 1700 en een doopvont uit 1622.

## Geschiedenis
Oorspronkelijk behoorde Klein-Gelmen tot de parochie van Gelinden en als zodanig was de kerk een quarta capella van die van Gelinden.
In het jaar 1000 zou er volgens archivalische bronnen reeds een kapel zijn geweest die was opgedragen aan de Onze-Lieve-Vrouw en aan Sint-Eligius. De kapel en de moederkerk behoorden toen toe aan het Sint-Maternuskapittel van Luik. Een derde van de tienden behoorde het Sint-Maternuskapittel toe, twee derde behoorde toe aan de proost van de Sint-Lambertuskathedraal te Luik.
In 1560 werd de toren verbouwd of gebouwd.
In 1796 werd Klein-Gelmen afgescheiden van de parochie Gelinden en werd het toegevoegd aan de parochie Heers.
In 1835 werd Gelinden een zelfstandige parochie.
In 1879 werd de oude kapel afgebroken en vervolgens in 1881 een nieuwe kerk gebouwd. Dit gebeurde naar het ontwerp van I. Gérard, waarbij de kerk op dezelfde plaats gesitueerd werd maar dan iets meer richting het westen opgeschoven.